# 2003年義大利公開賽
2003年義大利公開賽於2003年5月5日至5月18日在義大利羅馬舉行，是第60屆賽事，也稱羅馬大師賽。

## 冠軍

### 男子單打
決賽： 費利克斯·曼蒂利亞 擊敗  羅傑·費德勒（7–5、2–6、7–68）
- 這是曼蒂利亞今年第1個冠軍與生涯第10個冠軍。

### 女子單打
決賽： 金·克萊斯特爾斯 擊敗  阿梅莉·毛瑞斯莫（3–6、7–63、6–0）
- 這是克萊斯特爾斯今年第5個冠軍與生涯第20個冠軍。

### 男子雙打
韋恩·亞瑟斯 /  保羅·亨利 擊敗  米卡埃爾·洛德拉  /  法布里斯·桑托羅（6–1、6–3）
- 這是亞瑟斯今年第2個冠軍與生涯第8個冠軍；這是亞瑟斯今年第3個冠軍與生涯第4個冠軍。

### 女子雙打
斯維特拉娜·庫茲涅佐娃 /  瑪蒂娜·納芙拉蒂洛娃 擊敗  耶莱娜·多基奇 /  娜迪亞·佩特洛娃（6–4、5–7、6–2）
- 這是庫茲涅佐娃今年第3個冠軍與生涯第8個冠軍；這是納芙拉蒂洛娃今年第4個冠軍與生涯第345個冠軍。

## 外部連結
- 官方網站